# バンファイパヤーナーク

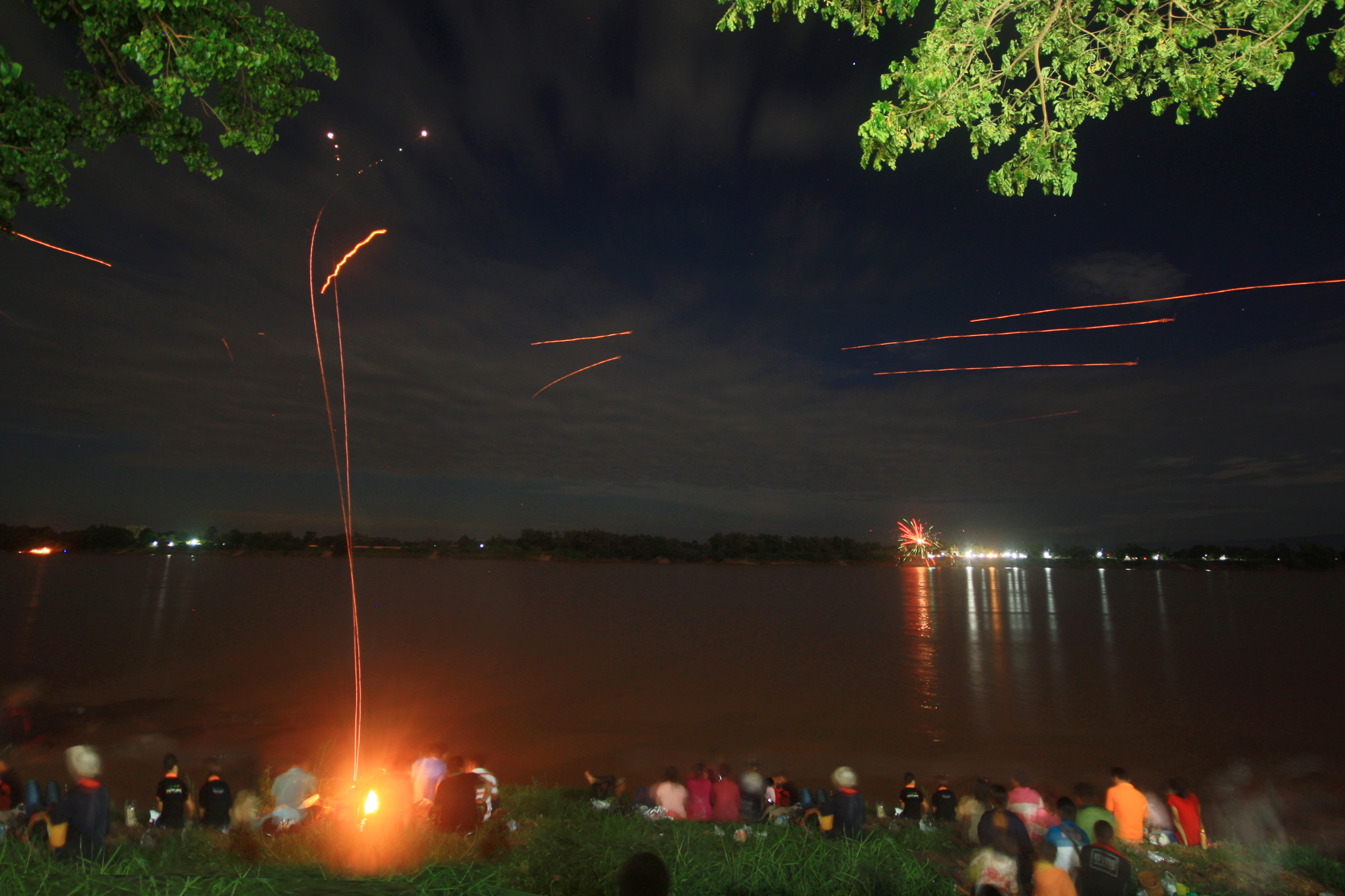
空に向かってまっすぐ上昇する「ナーガの火球」（写真左）。

バンファイパヤーナーク（タイ語：บั้งไฟพญานาค （Bang Fai Phaya Nark））は、タイ東北部のノーンカーイ県およびウボンラーチャターニー県、ラオスヴィエンチャン県のメコン川上で見られる火の玉現象。火の玉は水面からすぐに数百メートルまで上昇し消える。火の玉は赤みを帯び、大きさは火花のようなものから最大バスケットボール大まで様々である。報告された火の玉の数は、一晩に数十から数千と幅がある。地元ではナーガによる現象と信じられており、陰暦11月の満月の夜には祭りが行われている。